# Vermipsylla perplexa
Vermipsylla perplexa är en loppart som beskrevs av Smit 1975. Vermipsylla perplexa ingår i släktet Vermipsylla och familjen grävlingloppor.

## Underarter
Arten delas in i följande underarter:
- V. p. perplexa
- V. p. centrolasia